# 謝利湖
74°25′41″N 97°16′32″E / 74.42806°N 97.27556°E
謝利湖（俄语：Щель-Озеро），是俄羅斯的湖泊，位於該國中部，由克拉斯諾亞爾斯克邊疆區負責管轄，處於泰梅爾半島，面積2.52平方公里，海拔高度116米，集水區面積61.7平方公里。